# Puccinia balsamorrhizae
Puccinia balsamorrhizae ist eine Ständerpilzart aus der Ordnung der Rostpilze (Pucciniales). Der Pilz ist ein Endoparasit der Korbblütlergattungen Balsamorhiza und Wyethia. Symptome des Befalls durch die Art sind Rostflecken und Pusteln auf den Blattoberflächen der Wirtspflanzen. Sie ist in weiten Teilen Nordamerikas verbreitet.

## Merkmale

### Makroskopische Merkmale
Puccinia balsamorrhizae ist mit bloßem Auge nur anhand der auf der Oberfläche des Wirtes hervortretenden Sporenlager zu erkennen. Sie wachsen in Nestern, die als gelbliche bis braune Flecken und Pusteln auf den Blattoberflächen erscheinen.

### Mikroskopische Merkmale
Das Myzel von Puccinia balsamorrhizae wächst wie bei allen Puccinia-Arten interzellulär und bildet Saugfäden, die in das Speichergewebe des Wirtes wachsen. Ihre Spermogonien wachsen beidseitig auf den Blattadern der Wirtsblättern. Die beidseitig wachsenden Aecien der Art sind schokoladenbraun und ebenfalls entlang der Adern zu finden. Ihre zimt- bis fast kastanienbraunen Aeciosporen sind 27–36 × 23–31 µm groß, kugelig bis breitellipsoid und stachelwarzig. Die beidseitig wachsenden Uredien des Pilzes sind versprengt und schokoladenbraun. Ihre kastanien- oder zimtbraunen Uredosporen sind 27–36 × 23–31 µm groß, kugelig bis breitellipsoid und stachelwarzig. Die beidseitig wachsenden Telien der Art sind schokoladenbraun, pulverig und unbedeckt. Die kastanienbraunen Teliosporen sind ein- bis zweizellig, in der Regel langellipsoid bis ellipsoid, runzelig und meist 33–44 × 20–26 µm groß. Ihre Stiele sind farblos.

## Verbreitung
Das bekannte Verbreitungsgebiet von Puccinia balsamorrhizae umfasst in etwa die gemäßigte Westhälfte Nordamerikas.

## Ökologie
Die Wirtspflanzen von Puccinia balsamorrhizae sind verschiedene Balsamorhiza- und Wyethia-Arten. Der Pilz ernährt sich von den im Speichergewebe der Pflanzen vorhandenen Nährstoffen, seine Sporenlager brechen später durch die Blattoberfläche und setzen Sporen frei. Die Art durchläuft einen makrozyklischen Entwicklungszyklus mit Spermogonien, Aecien, Telien und Uredien. Als autoöker Parasit macht sie keinen Wirtswechsel durch.

## Verweise